# Bulgariens damlandslag i basket
Bulgariens damlandslag i basket representerar Bulgarien i basket på damsidan. De vann sitt första EM-guld 1958.

### Fotnoter
1. ↑  Todor Krastev (11 mars 1958). ”Women Basketball VI European Championship 1958 Lodz (POL) - 09-18.05 Winner Bulgaria” (på engelska). Sport Statistics. Arkiverad från originalet den 24 maj 2012. https://web.archive.org/web/20120524142201/http://todor66.com/basketball/Europe/Women_1958.html. Läst 12 februari 2015.